# Saison 8 d'American Dad!
Chronologie
Saison 7 Saison 9
La huitième saison d'American Dad! a été diffusée pour la première fois aux États-Unis par la Fox entre le 6 novembre 2011 et le 20 mai 2012, elle est composée de dix-huit épisodes. En France, elle a été diffusée pour la première fois à la télévision sur NRJ 12.

## Épisodes
| № | #  | Titre | Réalisation                    | Scénario                         | Première diffusion | Code de prod. | Audience |
| --- | -- | --- | ------------------------------ | -------------------------------- | ------------------ | ------------- | -------- |
| 116 | 1  | Le spa du démon (En eau chaude) Hot Water                                                                                         | Chris Bennett                  | Judah Miller et Murray Miller    | 6 novembre 2011    | 6AJN18        | 5,83     |
| Après s'être coincé le dos, Stan va naïvement découvrir les joies du jacuzzi... |    | |                                |                                  |                    |               |          |
| 117 | 2  | Un vent de folie (Un déluge de bonnes idées) Hurricane!                                                                           | Tim Parsons                    | Erik Sommers                     | 13 novembre 2011   | 6AJN07        | 5,80     |
| Troisième partie de la trilogie "Hurricane" composée des seconds épisodes de la saison 10 des Griffin, de la saison 3 du Cleveland Show, et de cet épisode. Un terrible ouragan s'abat sur les États-Unis, menaçant de provoquer l'inondation de la ville de Langley Falls... |    | |                                |                                  |                    |               |          |
| 118 | 3  | Le tuteur (Thelma et Lewis) A Ward Show                                                                                           | Josue Cervantes                | Erik Durbin                      | 20 novembre 2011   | 6AJN01        | 4,85     |
| Roger va devenir le tuteur de Steve, alors que celui-ci est très proche du principal Lewis... |    | |                                |                                  |                    |               |          |
| 119 | 4  | Le témoin (Garçon de déshonneur) The Worst Stan                                                                                   | Rodney Clouden                 | Nahnatchka Khan                  | 27 novembre 2011   | 6AJN11        | 4,87     |
| Stan essaye à tout prix de réaliser un de ses rêves : devenir témoin de mariage. Roger, en quête d'un short qui le mette en valeur, va faire une rencontre étrange... |    | |                                |                                  |                    |               |          |
| 120 | 5  | L'avatar a tort (La métamorphose de Stan) Virtual In-Stanity                                                                      | Shawn Murray                   | Jordan Blum et Parker Deay       | 4 décembre 2011    | 5AJN16        | 4,82     |
| Stan regrette d'avoir raté les 14 derniers anniversaires de Steve. Il essaie de se racheter en passant du temps auprès de lui, mais Steve a d'autre idées en tête... |    | |                                |                                  |                    |               |          |
| 121 | 6  | La chasse à l'alien (Chasse à l'Homme) The Scarlett Getter                                                                        | Josue Cervantes                | Matt Fusfeld et Alex Cuthbertson | 11 décembre 2011   | 6AJN09        | 4,48     |
| Stan revoit une amie d'enfance pour qui il était fou amoureux. Steve va trouver un porte bonheur pour le moins original... |    | |                                |                                  |                    |               |          |
| 122 | 7  | Vade Retro, Stananas ! (Noël c'est mortel) Season's Beatings                                                                      | Joe Daniello                   | Erik Sommers                     | 18 décembre 2011   | 6AJN21        | 5,00     |
| Épisode de noël : Stan se voit ravir le rôle de Jésus pour les fêtes de fin d'année, tandis que Jeff veut franchir un cap avec Hayley... |    | |                                |                                  |                    |               |          |
| 123 | 8  | Le héros masqué (Héro malgré lui) The Unbrave One                                                                                 | Joe Daniello                   | Rick Wiener et Kenny Schwartz    | 11 mars 2012       | 6AJN13        | 4,76     |
| Stan, après s'être fait tabassé, reproche à Steve son manque de courage. Francine est inquiète: elle pense qu'elle est enceinte... |    | |                                |                                  |                    |               |          |
| 124 | 9  | Bienvenue au club (Stan vire-capot) Stanny Tendergrass                                                                            | Tim Parsons                    | Keith Heisler                    | 18 mars 2012       | 6AJN15        | 4,77     |
| Stan travaille pendant les vacances d'été, comme tous les ans, au Country Club pour... pouvoir s'y payer l'accès ! |    | |                                |                                  |                    |               |          |
| 125 | 10 | L'affaire de la clé mystérieuse (Leyroues et Lamarche dans l'affaire de la clé) Wheels & the Legman and the Case of Grandpa's Key | Josue Cervantes                | Laura McCreary                   | 25 mars 2012       | 6AJN17        | 3,59     |
| Le retour tant attendu (ou pas) des grands détectives Wheels et Legman ! |    | |                                |                                  |                    |               |          |
| 126 | 11 | Un coup de vieux (Le mauvais sort) Old Stan in the Mountain                                                                       | Pam Cooke et Valerie Fletcher  | Jonathan Fener                   | 1er avril 2012     | 6AJN14        | 4,40     |
| Stan est victime d'une terrible malédiction après avoir brusqué une personne âgée. Roger entraine Francine a un mouvement spécial pour un concours de danse... |    | |                                |                                  |                    |               |          |
| 127 | 12 | Record à battre (Le Lutteur) The Wrestler                                                                                         | Rodney Clouden                 | Alan R. Cohen et Alan Freedland  | 8 avril 2012       | 6AJN19        | 4,29     |
| Stan, en tant que détenteur du record d'état de victoires d'affilée en lutte, veut rétablir l'équipe dans l'école de Steve... |    | |                                |                                  |                    |               |          |
| 128 | 13 | Dr. Klaustus | John Aoshima et Jansen Yee     | Brian Boyle                      | 15 avril 2012      | 6AJN12        | 4,62     |
| Le Dr Penguin, psychiatre des Smith (qui n'est autre que Roger), doit partir de Langley Falls pour aller en Irak. Klauss va profiter de son absence pour essayer de prendre sa place...                                                                                       |    | |                                |                                  |                    |               |          |
| 129 | 14 | Les meilleurs amis de Stan (Le meilleur ami de Stan) Stan's Best Friend                                                           | John Aoshima et Jansen Yee     | Jonathan Fener                   | 22 avril 2012      | 6AJN20        | 4,61     |
| Steve tente de convaincre une nouvelle fois son père de lui laisser avoir un chien... |    | |                                |                                  |                    |               |          |
| 130 | 15 | Pas d'argent, pas de problèmes (La misère des Smith) Less Money, Mo' Problems                                                     | Chris Bennett                  | Murray Miller et Judah Miller    | 29 avril 2012      | 6AJN02        | 4,28     |
| Stan en a assez de voir Jeff squatter. Celui-ci le défie alors de vivre avec le SMIC pendant un mois pour voir s'il peut s'en sortir... |    | |                                |                                  |                    |               |          |
| 131 | 16 | Retour vers le passé (Un rein, c'est bien, mes deux, c'est mieux) The Kidney Stays in the Picture                                 | Pam Cooke et Valerie Fletcher  | Rick Wiener et Kenny Schwartz    | 6 mai 2012         | 6AJN22        | 4,18     |
| Grâce à Facebook, Francine va revoir une de ses anciennes amies, Kelly, qui était une alcoolique notoire... |    | |                                |                                  |                    |               |          |
| 132 | 17 | Ricky Spanish | Shawn Murray                   | Erik Sommers                     | 13 mai 2012        | 7AJN02        | 4,82     |
| Pendant que Stan et Francine reçoivent la visite de l'enfant africain à qui ils envoyaient un peu d'argent, Roger tombe sur le déguisement d'un de ses anciens personnages...                                                                                                 |    | |                                |                                  |                    |               |          |
| 133 | 18 | Le jouet du destin (Les jouets, c'est la santé) Toy Whorey                                                                        | Tim Parsons et Jennifer Graves | Matt Fusfeld et Alex Cuthbertson | 20 mai 2012        | 7AJN01        | 4,13     |
| Stan veut à tout prix que Steve arrête de s'amuser avec ses jouets, prétextant que celui-ci est un adulte désormais... |    | |                                |                                  |                    |               |          |